# Điếu Ngư

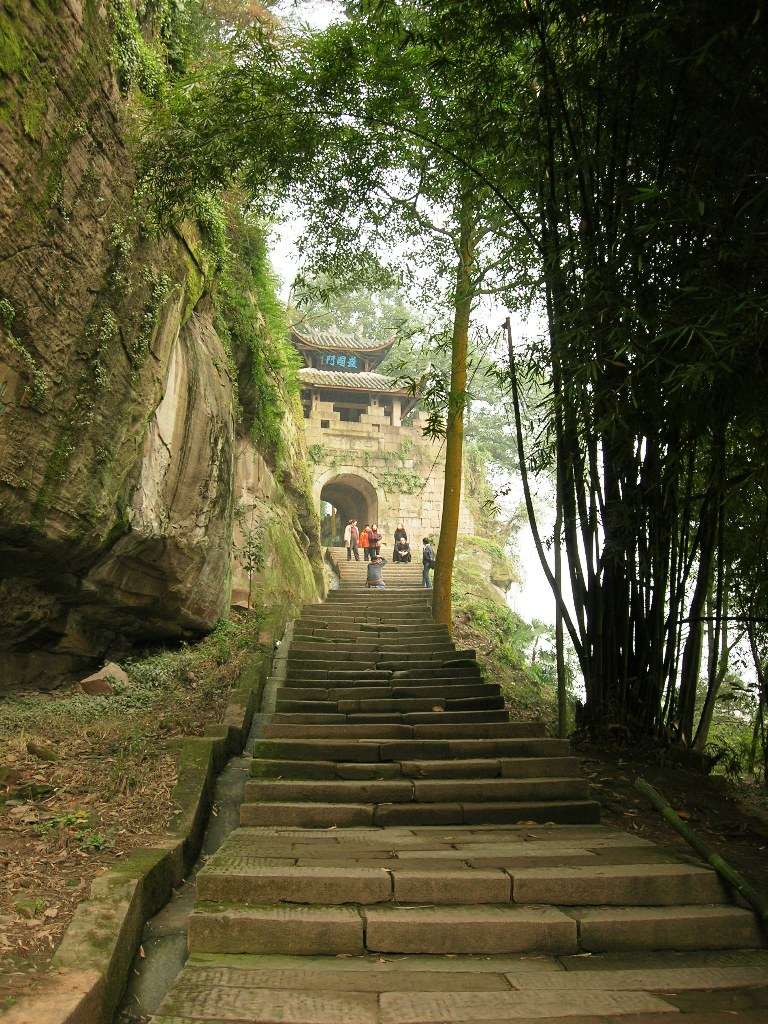
Con đường đá dẫn lên cửa trước thành Điếu Ngư

Thành Điếu Ngư (tiếng Trung: 钓鱼城; 釣魚城; bính âm: DiàoYúChéng), còn gọi là "Nơi bẻ roi của Thượng đế" (Thượng đế chiết tiên xứ, 上帝折鞭處), là một trong ba chiến trường lớn thời Trung cổ ở Trung Quốc.

## Lịch sử
Di tích nổi tiếng vì sự kháng cự kiên cường của quân và dân Trung Quốc trước cuộc tấn công của quân Mông Cổ ở nửa sau của thời đại nhà Tống. Năm 1259, Đại hãn Mông Cổ là Mông Kha đã thân chinh đem 10 vạn quân tấn công thành này, nhưng vài nghìn quân Tống tại đây đã cố thủ thành công trong nhiều tháng. Chính Mông Kha đã chết tại đây vào năm năm 1259, và điều này đã buộc quân Mông Cổ phải rút lui ngay lập tức khỏi nhiều nơi ở châu Âu và châu Á, cũng như ngăn chặn không cho đế quốc Mông Cổ mở rộng sang châu Phi.
Người Mông Cổ đã tiến hành cuộc chiến dữ dội chống lại nhà Tống trong thế kỷ 13. Trong giai đoạn từ năm 1243 tới năm 1279, thành Điếu Ngư đã trải qua trên 200 cuộc đối đầu quân sự với kỳ công "kháng cự dai dẳng" kéo dài 36 năm, dưới sự chỉ huy của Vương Kiên (王堅), Mã Thiên (马千), Trương Giác (張玨), Vương Lập (王立).
Thành cổ Điếu Ngư có diện tích khoảng 2,5 km². Nằm trên ngọn núi thấp cùng tên, phía nam sông Gia Lăng (嘉陵江), được bao quanh là nước ở ba phía, nó nằm cách khoảng 5 km về phía đông của quận Hợp Xuyên (thành phố Trùng Khánh), gần nơi hợp lưu của các con sông Cừ (渠江), Phù (涪江) và Gia Lăng. Địa hình vách đá nhưng khá nên thơ. Năm 1242, chế trí sử Tứ Xuyên kiêm tri phủ Trùng Khánh là Dư Thủy/Giới (余始/玠) đã cho xây một pháo đài tại đây để chống lại người Mông Cổ trong thời kỳ Nam Tống (1127-1279).
Mặc dù có quân đội đông đảo tới 10 vạn người do đích thân đại hãn Mông Kha chỉ huy nhưng người Mông Cổ đã không thể chiếm được pháo đài nhỏ này khi đó do Vương Kiên (?-1264) chỉ huy. Vương Kiên đã thắng nhiều trận, lên tới đỉnh điểm là cái chết của đại hãn đế quốc Mông Cổ là Mông Kha và tướng tiên phong Uông Đức Thần (汪德臣). Mông Kha bị thương tại Điếu Ngư và cuối cùng chết ngày 11 tháng 8 (tức 21 tháng 7 âm lịch) năm 1259 tại chùa Ôn Tuyền. Vì lý do này, Điếu Ngư được các nhà sử học châu Âu và châu Á biết đến như là "Nơi bẻ gãy roi của Thượng đế". 
Do chứa nhiều di tích lịch sử—bao gồm cầu tàu thủy quân, các chỗ tập luyện, các tháp canh, và pháo đài với các khẩu pháo bên trong—nên năm 1982 Điếu Ngư đã được Quốc vụ viện Trung Quốc xếp là "Khu phong cảnh danh thắng trọng điểm quốc gia" và năm 1996 xếp là "đơn vị bảo hộ văn vật trọng điểm toàn quốc".